# Lago Siljan
Siljan ( PRONÚNCIA) é o maior lago de Dalarna e o sexto maior da Suécia.  Tem uma área de 290 km² (354 km² contando com os lagos adjacentes Orsajön e Insjön), uma profundidade máxima é 134 m, e a sua superfície está situada a 161 metros acima do nível do mar.
O lago é atravessado pelo rio Österdalälven, do qual recebe as águas.
No seu interior está localizada a ilha Sollerön e nas suas margens estão situadas algumas das principais cidades turísticas da região - Mora - a maior de todas, Rättvik e Leksand.   

O lago Siljan está situado numa cratera de impacto formada há 377 milhões de anos pela queda de um meteorito. Estima-se que a cratera inicial tivesse 52 km de diâmetro.

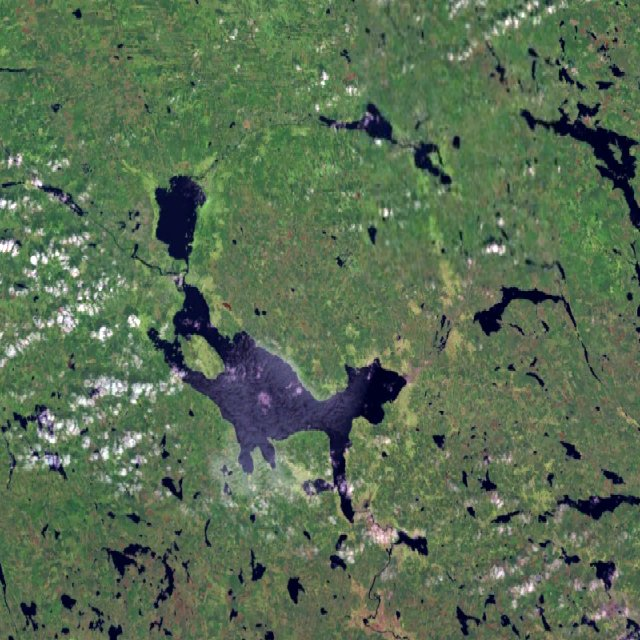
O lago Siljan.